# Baibars II.

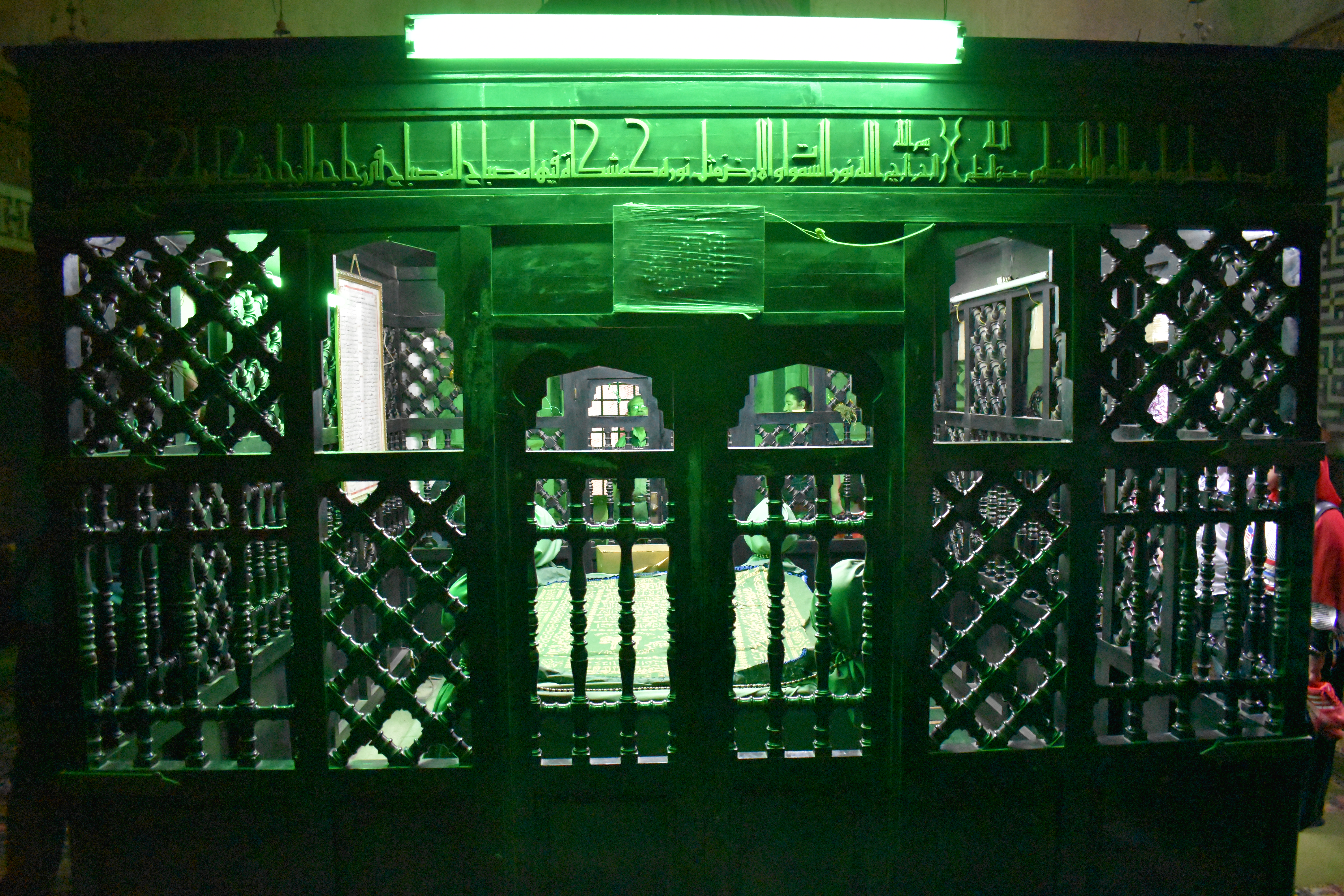
Das Chanqah Baibars al-Dschaschankir

Al-Malik al-Muzaffar Rukn ad-Din Baibars II. (arabisch بيبرس) († 1310) war von 1308 bis 1309 Sultan der Mamluken in Ägypten. Er gehörte zu der Bahri-Dynastie.
Baibars gehörte seit dem Ende des 13. Jahrhunderts zu den mächtigsten Emiren der Mamluken in Ägypten. So führte er mit Emir Salar die zweite Einsetzung von al-Malik an-Nasir Muhammad zum Sultan durch. Allerdings schloss er mit Salar den Vierzehnjährigen von der Regierung vollständig aus, auch nachdem dieser gegen die Ilchane 1303 einen entscheidenden Sieg errungen hatte. Auch wenn nach einem Massaker 1306 die Befriedung der ägyptischen Beduinen gelang, befand sich das Reich nach einem schweren Erdbeben (1303), Feldzügen der Johanniter gegen das Nildelta, Akkon und Tartosa (1306) sowie internen Machtkämpfen der Mamlukenemire in einer schweren Lage. In dieser Situation zog sich an-Nasir 1308 aus Kairo in das Jordangebiet auf die Festung Karak zurück und verkündete seine Abdankung.
Nach der Flucht der Marionette wurde nun Baibars II. zum Sultan bestimmt. Dessen Regierung war aber von Missernten und einer schweren Hungersnot in Ägypten überschattet. Außerdem nutzte an-Nasir seine Abdankung geschickt, um sich mit den syrischen Mamluken und Beduinenstämmen zu verbünden. So gelang an-Nasir schon 1309 die Rückkehr nach Kairo und die Übernahme der Macht. Baibars geriet in Gefangenschaft und wurde 1310 hingerichtet.